# البنت التي لا تحب اسمها (رواية)
البنت التي لا تحب اسمها، هي رواية للكاتبة التركية أليف شفق.

## القصة
ساردونيا صبية ذكية وخلاقة، لكنها تعانى مشكلة واحدة، أنها تكره اسمها الذي يعني نوعا من أنواع الزهور وهو ما يدع  تلاميذ صفها يسخرون منها بسببه، تجد في الكتب والقراءات الأصدقاء الأوفياء لها.. وذات يوم، تعثر الفتاة في مكتبة  على مجسم للكرة الأرضية، فتتعرف من خلاله على صديقين غريبى الأطوار، من القارة الثامنة، والقارة الثامنة هذه تستورد الخيال، وتصدر الحكايات، لكنها تصاب بالجفاف بسبب تراجع القراءة، وقلة الخيل، فتبدا ساردونيا وصديقاها اللذان عرفتهما صدفة بمغامرات شيقة في سبيل  إنقاذ الخيال والقارة الثامنة..

## نبذة عن الكاتبة
هي روائية تركية تكتب باللغتين التركية والإنجليزية، وقد ترجمت أعمالها إلى ما يزيد على ثلاثين لغة. اشتهرت بتأليفها رواية قواعد العشق الأربعون سنة 2010.

## وصلات خارجية
- آراء القراء حول رواية البنت التي لا تحب اسمها  على موقع جود ريدز